# Llansteffan Castle
Llansteffan Castle är en medeltida borgruin i Storbritannien. Den ligger i Carmarthenshire och riksdelen Wales, 290 km väster om huvudstaden London. Llansteffan Castle ligger 54 meter över havet. Närmaste större samhälle är Llanelli, 18 km sydost om Llansteffan Castle. Trakten runt Llansteffan Castle består i huvudsak av gräsmarker.